# Dacnusa metula
Dacnusa metula är en stekelart som först beskrevs av Nixon 1954.  Dacnusa metula ingår i släktet Dacnusa och familjen bracksteklar. Arten är reproducerande i Sverige. Inga underarter finns listade i Catalogue of Life.